# Чжу Чень
Чжу Чень (诸宸) — китайська шахістка, міжнародний майстер.

## Біографія
У 1988 Чжу стала першою китайською шахісткою, що виграла міжнародне шахове змагання, це був Чемпіонат світу серед дівчат до 12 років у Румунії. Вона також вигравала Чемпіонат світу серед юніорів у 1994 і 1996 роках.
У 25 років Чжу перемогла росіянку Олександру Костенюк у 2002 році з рахунком 5-3, і стала одинадцятою чемпіонкою світу серед жінок.
Чжу відхилила можливість захистити свій титул у Грузії в травні 2004 року через вагітність.
У червні 2004 року Чжу зіграла дві партії проти шахового комп'ютера «Star of Unisplendour» з процесором AMD 64 bit 3400+ CPU, двома гігабайтами оперативної пам'яті, на якому було запущено шаховий рушій Fritz 8. Вона програла обидві партії.
Нині Чжу одружена з катарським гросмейстером Махаммедом Аль-Модіахі і представляє Катар.

## Зміна рейтингу
| На цьому місці має відображатися графік чи діаграма, однак з технічних причин його відображення наразі вимкнено. Будь ласка, не видаляйте код, який викликає це повідомлення. Розробники вже працюють для того, щоби відновити штатне функціонування цього графіка або діаграми. | |
| | На цьому місці має відображатися графік чи діаграма, однак з технічних причин його відображення наразі вимкнено. Будь ласка, не видаляйте код, який викликає це повідомлення. Розробники вже працюють для того, щоби відновити штатне функціонування цього графіка або діаграми. |